# Harbour Raiders VC
Harbour Raiders VC är en volleybollklubb från Auckland, Nya Zeeland. Klubbens herrlag har blivit nyzeeländska mästare åtta gånger (1992,1997,1998,1999, 2006, 2008, 2017 och 2018) medan dess damlag blivit nyzeeländska mästare fyra gånger (2014, 2016, 2017 och 2019).